# Karl Kaufmann (Landrat)
Karl Leopold Kaufmann (* 15. November 1863 in Bonn; † 28. November 1944 ebenda) war ein deutscher Verwaltungsbeamter und Schriftsteller.

## Leben
Karl Kaufmann wurde als Sohn des Bonner Oberbürgermeisters Leopold Kaufmann geboren. Nach dem Abitur studierte er an der Universität Bonn Rechtswissenschaften. 1886 wurde er Mitglied des Corps Saxonia Bonn. Nach Abschluss des Studiums und Promotion zum Dr. jur. trat er in den preußischen Staatsdienst ein und wurde Regierungsrat bei der Regierung Trier. 1899 wurde er zum Landrat des Kreises Malmedy ernannt. 1907 wechselte er als Landrat in den Kreis Euskirchen. Das Amt hatte er bis 1929 inne. Während der Ruhrbesetzung wurde er im Februar 1923 als erster Beamter des Regierungsbezirks Köln unter dem Vorwurf des passiven Widerstands mit seiner Familie ausgewiesen und erst im Oktober 1924 wieder zum Dienst zugelassen. 1901 bis 1907 war er Abgeordneter im Provinziallandtag der Rheinprovinz.
Karl Kaufmann war von 1904 bis 1938 Vorsitzender des Eifelvereins. Er schrieb einige eifelbezogene Bücher. Seit 1894 war er mit Susanne Sophia Rautenstrauch verheiratet. Kaufmann starb bei einem Luftangriff auf Bonn.
2019 wurde der Karl-Kaufmann-Weg wegen Kaufmanns umstrittener Rolle im Dritten Reich Nazi-Vergangenheit in Ville-Eifel-Weg umbenannt.

## Auszeichnungen
- Ehrendoktorwürde eines Dr. phil. h. c.
- Ernennung zum Geheimen Regierungsrat[5]
- Namensgeber für den Karl-Kaufmann-Weg zwischen Brühl und Trier, einem Hauptwanderweg durch die Eifel
- Namensgeber für verschiedene Karl-Kaufmann-Straßen, so in Schleiden, Swisttal-Buschhoven und in Kyllburg[6]

## Schriften
- Eifelführer, 28. Auflage 1932 (Bearbeiter)
- Geschichte und Kultur der Eifel, 3. Auflage 1932
- Große Eifelsöhne, 1933
- Der Grenzkreis Malmedy in den ersten 5 Jahrzehnten der preußischen Verwaltung, 1941
- Der Kreis Malmedy – Geschichte eines Eifelkreises von 1865 bis 1920, 1961